# Syracuse (Kansas)

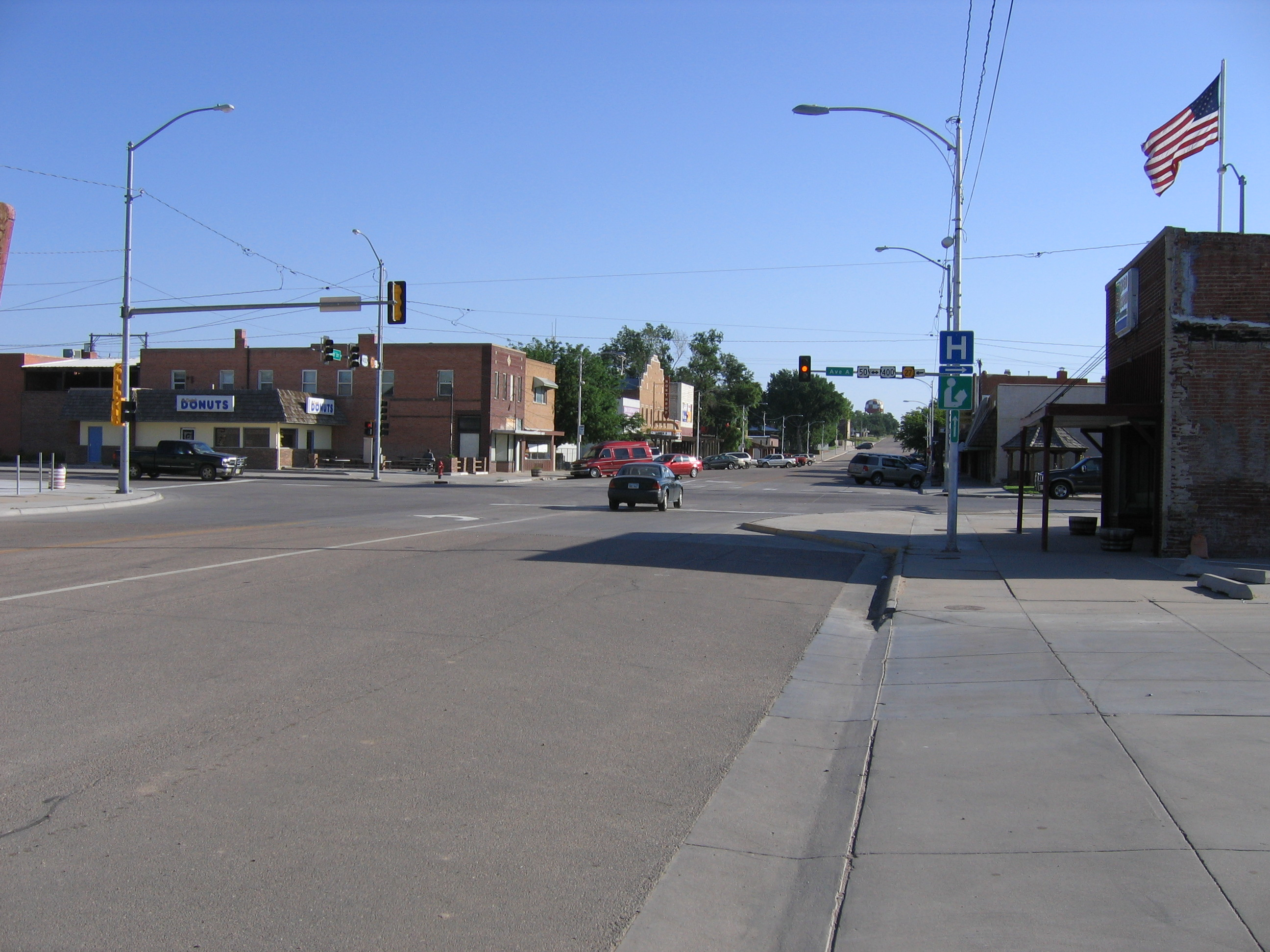
Centrum van Syracuse

Syracuse is een plaats (city) in het westen van de Amerikaanse staat Kansas. Het stadje is de hoofdplaats van Hamilton County en werd in 1873 gesticht als verversingsplaats voor de spoorwegen.

## Demografie
Bij de volkstelling in 2000 werd het aantal inwoners vastgesteld op 1824. In 2006 is het aantal inwoners door het United States Census Bureau geschat op 1780, een daling van 44 (-2,4%).

## Geografie
Volgens het United States Census Bureau beslaat de plaats een oppervlakte van 3,4 km², geheel bestaande uit land.
Even ten zuiden van Syracuse ligt het Syracuse Sand Dune Park.

## Plaatsen in de nabije omgeving
De onderstaande figuur toont nabijgelegen plaatsen in een straal van 44 km rond Syracuse.